# Teen Star Academy
Teen Star Academy è un film del 2016 diretto da Cristian Scardigno.

## Produzione
La produzione è della Movie On Pictures International Holding di Enrico Pinocci. Le riprese sono state effettuate in Costa Azzurra (Monte Carlo, Beaulieu sur Mer, Menton).

## Distribuzione
La distribuzione internazionale è della Movie On Pictures & Entertainment. La presentazione del film è stata al Festival di Cannes il 17 maggio del 2017. Il film è stato distribuito in Italia nelle sale cinematografiche dalla Fourlab il giorno 8 giugno 2017. Negli Stati Uniti d'America è stato distribuito su Amazon Prime.